# 5162 Piemonte
5162 Piemonte è un asteroide della fascia principale. Scoperto nel 1982, presenta un'orbita caratterizzata da un semiasse maggiore pari a 3,0190002 UA e da un'eccentricità di 0,0671121, inclinata di 11,23862° rispetto all'eclittica.